# Heteracris nobilis
Heteracris nobilis är en insektsart som först beskrevs av Brancsik 1893.  Heteracris nobilis ingår i släktet Heteracris och familjen gräshoppor. Inga underarter finns listade i Catalogue of Life.